# Tramvajová doprava v Bijsku

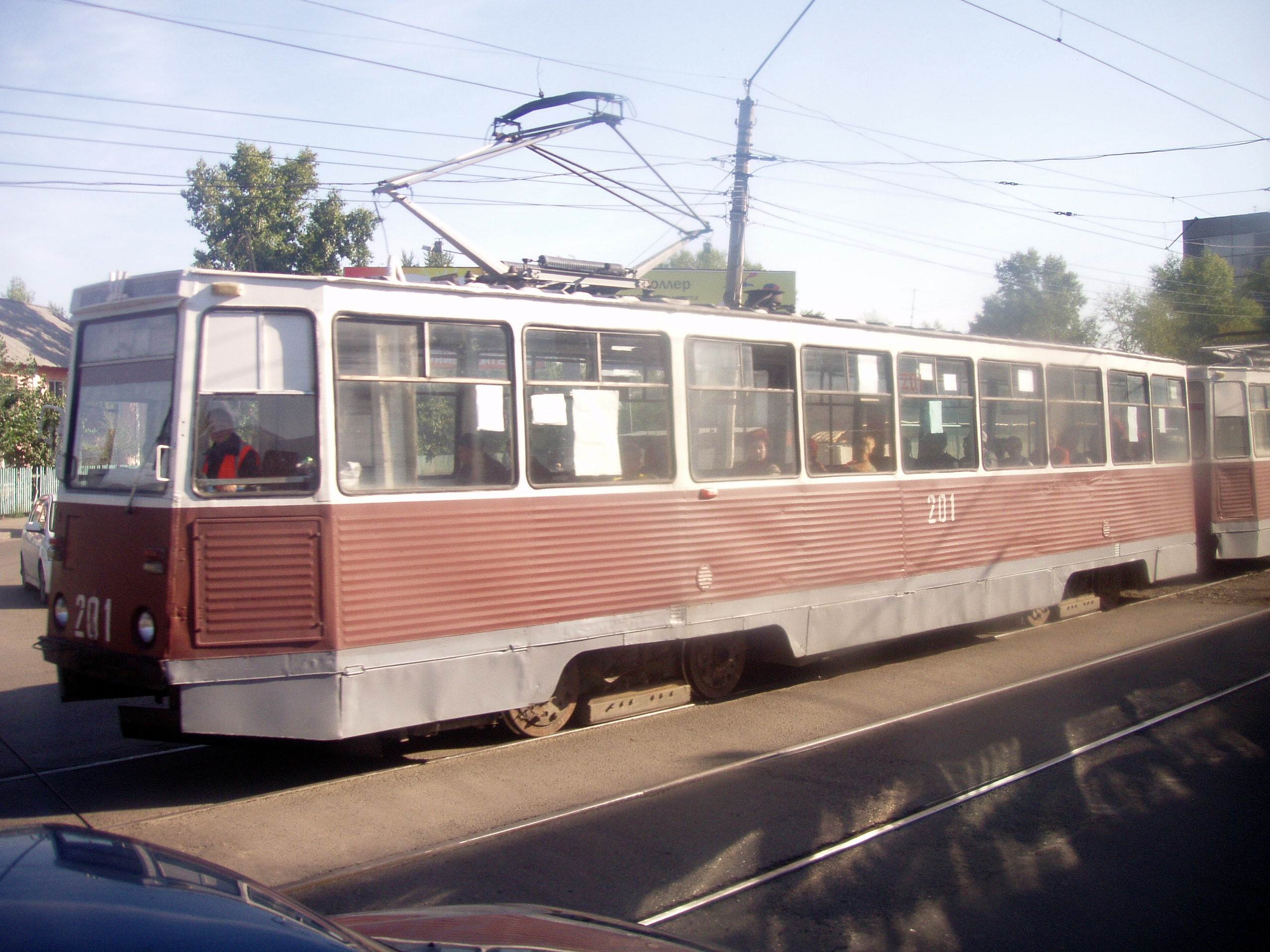
Souprava tramvají KTM-5M3 v Bijsku

Plán tramvajových tratí v Bijsku

Tramvajová doprava v Bijsku je síť tramvajové dopravy ve městě Bijsk v Rusku, po tramvajovém provozu v Barnaulu druhý největší tramvajový systém v Altajském kraji. Na síti o rozchodu 1524 mm je provozováno 15 linek, nachází se zde jedno depo s kapacitou 100 vozů.

## Historie
V letech 1956-1957 v Bijsku vyvstala otázka dopravních služeb pro nové podniky obranného průmyslu, umístěné kvůli nebezpečí výbuchu ve velké vzdálenosti 15-20 km od centra. V těchto letech byla tramvajová doprava již považována za zastaralý způsob dopravy a v řadě měst, kde předtím neexistovala, například v Brjansku, byla ve fázi návrhu nahrazena trolejbusem. V Moskvě a Leningradu (dnešní Petrohrad) již začala demontáž části kolejí. V případě Bijsku však výpočty ukázaly, že nosnost trolejbusu, a to i v případě použití nejnovějších kloubových vozů, nestačila na přesun asi 20 tisíc lidí ve špičce. Proto se ukázaly jako výhodnější tramvaje. Bijsk se stal prvním městem, kde byl změněn koncept budování tramvajové sítě. Tramvajové systémy postavené v SSSR před tím byly klasickou městskou dopravou s rozsáhlou sítí v ulicích a nebyly odděleny  od vozovky. Osobní doprava byla rovnoměrně rozdělena mezi zastávky, průměrná vzdálenost ujetá cestujícím byla malá, zhruba několik zastávek. V Bijsku měly tramvaje fungovat ve zcela odlišném, neobvyklém režimu pro města SSSR: většina cestujících cestuje téměř od začátku linky až na konečnou stanici, zastávek není mnoho, síť je téměř nerozvětvená. To znamená, že tramvaje v Bijsku ve své dopravní roli měla být spíše jako metro nebo příměstský vlak než klasická městská tramvaj. Proto byla při navrhování tramvajové sítě v Bijsku zpočátku navrhována odděleně od vozovky s možností následného úplného oplocení plotem. Pro tramvaje byly plánovány velké stanice kvůli délce soupravy. Ta měla mýt tři čtyřnápravové vozy a měly být nízkopodlažní (jako ve vozech metra). Zastávky byly umístěny po cca 700 m. Tramvajová síť tak byla navržena tak, aby ji bylo možné přestavět  případě potřeby na vysokorychlostní. Později byla podobná řešení užita v dalších městech.
Tramvajová dráha byla ve městě stavěna od roku 1958 a do provozu byla uvedena 13. června 1960, první tramvajová trať byla dlouhá 10,6 km. Podle plánů výstavby měla trať do 1. listopadu 1961 dosáhnout závodu Prodmaš. Začátkem roku 1964 byly dokončeny hlavní práce na výstavbě druhé etapy o délce 5,6 km. V roce 1965 byly zahájeny práce na výstavbě tramvajové trati do čtvrti Zarečije. Ne vše, co bylo součástí projektu, bylo postaveno. Bylo nutné opustit od plánů na vyvýšené stanice. Zóny pouze pro tramvaje musely být zúženy, aby bylo možné rozšířit vozovku Vasiljevovy ulice. V důsledku toho nebylo možné, aby tramvaje mohly jezdit tak rychle, jak bylo plánováno.
Kolejová vozidla byla dříve zastoupena výhradně vozy vyrobenými firmou Ust-Katav Carriage Works. A to těmito: KTM-5M3 (71-605), novější modifikací KTM-5A a vozy zakoupenými v roce 1990 – 71-608K a 71-608KM (dříve provozované v Barnaulu).
Výsledky průzkumu v listopadu 2006 ukázaly, že tramvaj je oblíbenou formou osobní dopravy: ve všední dny činil počet cestujících 77 807, o víkendech 52 000 osob.
Počet přepravených v roce v roce 2006 činil za rok 21,2 milionu cestujících, to znamená, že asi 30 tisíc obyvatel Bijsku používá tramvaj každý den.
Na začátku roku 2008 prošly komplexní modernizací tramvajové soupravy 71-605.
Na konci prosince 2010 byly z Barnaulu přivezeny 2 vozy Tatra TB4D, které byly modernizovány. Od roku 2011 jezdí na tratích. V říjnu 2011 byly přivezeny další 2 takové vozy. Očekává se další doplnění vozového parku o modernizované vozy Tatra B3DM.
V roce 2011 byl vozový park doplněn o 4 vozy Tatra TB4D, dříve provozované v Německu. V roce 2012 byla zakoupena do Bijsku tramvaj modernizovaná Tatra B3DM. Od roku 2016 nebyly tramvaje Tatra v Bijsku provozovány kvůli neustálým technickým problémům s novým zařízením instalovaným při modernizaci. V roce 2017 se podařilo vyřešit problémy vozů Tatra a ty se vrátily zpět na trať.